# Repêchage d'entrée dans la LNH 2020
2019 2021
Le repêchage d'entrée dans la Ligue nationale de hockey 2020 est le 58e repêchage d'entrée de l'histoire de la Ligue nationale de hockey (LNH). Le 25 mars, la LNH annonce que le repêchage, prévu initialement les 26 et 27 juin, à Montréal, est reporté à une date ultérieure en raison de la pandémie de coronavirus. En septembre, la Ligue indique indique que le repêchage est virtuel et se tient les 6 et 7 octobre 2020, un peu avant les 9 et 10 octobre, ce qu'elle avait d'abord annoncé, début juillet.

## Éligibilité
Les joueurs de hockey sur glace nés entre le 1er janvier 2000 et le 15 septembre 2002 sont éligibles au repêchage de la LNH en 2020. 
Les joueurs non originaires d'Amérique du Nord et jamais repêchés, nés en 1999 sont également éligibles.
Les joueurs nés après le 30 juin 2000, sélectionnés lors de la séance du repêchage de 2018, n'ayant pas signés de contrat d'entrée avec une équipe de la LNH, sont également à nouveau éligibles.

## Loterie
Afin de déterminer l'ordre dans lequel les équipes choisissent les joueurs, une loterie préalable est réalisée entre les 15 équipes qui ne se sont pas qualifiées pour les séries éliminatoires de la Coupe Stanley 2020, soit les sept non qualifiées à l'issue de la saison régulière écourtée en raison de la Covid-19 et les huit éliminées après la ronde de qualification exceptionnellement organisée cette saison. 

### Premier tirage
Le premier tirage se déroule le 26 juin 2020 et va déterminer l'attribution des trois premiers choix. La LNH indique par ailleurs que « les quatre meilleures équipes de chacune des associations - les Bruins de Boston, les Flyers de Philadelphie, le Lightning de Tampa Bay et les Capitals de Washington dans l'Est, et l'Avalanche du Colorado, les Stars de Dallas, les Blues de Saint-Louis et les Golden Knights de Vegas dans l'Ouest - ne vont pas participer à la loterie ». La dernière équipe au classement de la saison régulière, les Red Wings de Détroit, a 18,5 % de chance de remporter le premier choix et l'équipe la mieux classée des 14 autres n'a que 1 % de chance.
Le premier choix est remporté par l'équipe E, soit l'une des équipes éliminées lors de la ronde de qualification. Le second choix est attribué aux Kings de Los Angeles, qui gagne deux rangs. Le troisième choix revient aux Sénateurs d'Ottawa. Les places quatre à huit sont attribuées selon l'ordre inversé du classement.
| Équipe      | 1er    | 2e     | 3e     | 4e     | 5e     | 6e     | 7e     | 8e     | 9e     | 10e    | 11e    | 12e    | 13e    | 14e    | 15e    |
| ----------- | ------ | ------ | ------ | ------ | ------ | ------ | ------ | ------ | ------ | ------ | ------ | ------ | ------ | ------ | ------ |
| Détroit     | 18,5 % | 16,5 % | 14,4 % | 50,6 % |        |        |        |        |        |        |        |        |        |        |        |
| Ottawa      | 13,5 % | 13,0 % | 12,3 % | 33,3 % | 27,9 % |        |        |        |        |        |        |        |        |        |        |
| Ottawa*     | 11,5 % | 11,3 % | 11,1 % | 13,2 % | 37,7 % | 15,2 % |        |        |        |        |        |        |        |        |        |
| Los Angeles | 9,5 %  | 9,6 %  | 9,7 %  | 2,8 %  | 26,1 % | 34,0 % | 8,3 %  |        |        |        |        |        |        |        |        |
| Anaheim     | 8,5 %  | 8,7 %  | 8,9 %  |        | 8,4 %  | 34,5 % | 26,7 % | 4,3 %  |        |        |        |        |        |        |        |
| New Jersey  | 7,5 %  | 7,8 %  | 8,0 %  |        |        | 16,3 % | 38,9 % | 19,4 % | 2,1 %  |        |        |        |        |        |        |
| Buffalo     | 6,5 %  | 6,8 %  | 7,1 %  |        |        |        | 26,0 % | 39,5 % | 13,1 % | 1,0 %  |        |        |        |        |        |
| Équipe A    | 6,0 %  | 6,3 %  | 6,7 %  |        |        |        |        | 36,8 % | 36,0 % | 7,8 %  | 0,4 %  |        |        |        |        |
| Équipe B    | 5,0 %  | 5,3 %  | 5,7 %  |        |        |        |        |        | 48,8 % | 30,7 % | 4,3 %  | 0,1 %  |        |        |        |
| Équipe C    | 3,5 %  | 3,8 %  | 4,1 %  |        |        |        |        |        |        | 60,5 % | 25,7 % | 2,4 %  | <0,1 % |        |        |
| Équipe D    | 3,0 %  | 3,3 %  | 3,6 %  |        |        |        |        |        |        |        | 69,6 % | 19,4 % | 1,1 %  | <0,1 % |        |
| Équipe E    | 2,5 %  | 2,7 %  | 3,0 %  |        |        |        |        |        |        |        |        | 78,0 % | 13,3 % | 0,4 %  | <0,1 % |
| Équipe F    | 2,0 %  | 2,2 %  | 2,4 %  |        |        |        |        |        |        |        |        |        | 85,5 % | 7,8 %  | 0,1 %  |
| Équipe G    | 1,5 %  | 1,7 %  | 1,8 %  |        |        |        |        |        |        |        |        |        |        | 91,8 % | 3,2 %  |
| Équipe H    | 1,0 %  | 1,1 %  | 1,2 %  |        |        |        |        |        |        |        |        |        |        |        | 96,7 % |

En gras, le choix remporté par chaque équipe

* Les Sharks de San José ont échangé leur 1er choix aux Sénateurs d'Ottawa, en échange, notamment, d'Erik Karlsson

### Deuxième tirage
Pour déterminer quelle équipe remporte le premier choix parmi les équipes éliminées lors de la ronde de qualification, un second tirage a lieu le 10 août 2020. Il donne une chance égale à chaque équipe de remporté ce premier choix. Les sept équipes n'ayant pas remporté ce tirage, se sont vues attribuer les choix de neuf à quinze dans l'ordre inverse du classement général. Les Rangers de New York remportent le premier choix et gagnent ainsi neuf places dans l'ordre du repêchage. Ils deviennent la première équipe qualifiée pour les Séries éliminatoires, pouvant sélectionner le premier choix depuis 1983.
| No | % chance 1er choix | Choix final | Équipe     |
| -- | ------------------ | ----------- | ---------- |
| E  | 12,5 %             | 1er         | Rangers NY |
| A  | 12,5 %             | 9e          | Edmonton   |
| B  | 12,5 %             | 10e         | Floride    |
| C  | 12,5 %             | 11e         | Minnesota  |
| D  | 12,5 %             | 12e         | Nashville  |
| F  | 12,5 %             | 13e         | Pittsburgh |
| G  | 12,5 %             | 14e         | Toronto    |
| H  | 12,5 %             | 15e         | Winnipeg   |

## Meilleurs espoirs
Les tableaux ci-dessous présentent les meilleurs joueurs évoluant soit dans les championnats d'Amérique du Nord soit en Europe.
| Rang | En Amérique du Nord               | En Europe                          |
| ---- | --------------------------------- | ---------------------------------- |
| 1    | Alexis Lafrenière (Ailier gauche) | Tim Stützle (Ailier gauche)        |
| 2    | Quinton Byfield (Centre)          | Lucas Raymond (Ailier gauche)      |
| 3    | Jamie Drysdale (Défenseur)        | Alexander Holtz (Ailier droit)     |
| 4    | Cole Perfetti (Centre)            | Anton Lundell (Centre)             |
| 5    | Marco Rossi (Centre)              | Rodion Amirov (Ailier gauche)      |
| 6    | Dawson Mercer (Centre)            | Noel Gunler (Ailier droit)         |
| 7    | Kaiden Guhle (Défenseur)          | William Wallinder (Défenseur)      |
| 8    | Braden Schneider (Défenseur)      | John-Jason Peterka (Ailier gauche) |
| 9    | Jack Quinn (Ailier droit)         | Jan Myšák (Centre)                 |
| 10   | Dylan Holloway (Centre)           | Topi Niemelä (Défenseur)           |

| Rang | En Amérique du Nord | En Europe        |
| ---- | ------------------- | ---------------- |
| 1    | Nico Daws           | Iaroslav Askarov |
| 2    | Drew Commesso       | Jan Bednář       |
| 3    | Samuel Hlavaj       | Joel Blomqvist   |

Logo initialement prévu.
Logo adopté en raison de la pandémie de coronavirus rendant le repêchage virtuel.

## Le repêchage

### Premier tour
| Rang | Joueur                  | Position       | Nationalité | Équipe LNH                                                                                                | Repêché de                       |
| ---- | ----------------------- | -------------- | ----------- | --- | -------------------------------- |
| 1    | Alexis Lafrenière       | Ailier gauche  | Canada      | Rangers de New York                                                                                       | Océanic de Rimouski (LHJMQ)      |
| 2    | Quinton Byfield         | Centre         | Canada      | Kings de Los Angeles                                                                                      | Wolves de Sudbury (LHO)          |
| 3    | Tim Stützle             | Ailier gauche  | Allemagne   | Sénateurs d'Ottawa (des Sharks de San José)                                                               | Adler Mannheim (DEL)             |
| 4    | Lucas Raymond           | Ailier gauche  | Suède       | Red Wings de Détroit                                                                                      | Frölunda HC (SHL)                |
| 5    | Jake Sanderson          | Défenseur      | États-Unis  | Sénateurs d'Ottawa                                                                                        | USNTDP U18 (USHL)                |
| 6    | Jamie Drysdale          | Défenseur      | Canada      | Ducks d'Anaheim                                                                                           | Otters d'Érié (LHO)              |
| 7    | Alexander Holtz         | Ailier droit   | Suède       | Devils du New Jersey                                                                                      | Djurgårdens Hockey (SHL)         |
| 8    | Jack Quinn              | Ailier droit   | Canada      | Sabres de Buffalo                                                                                         | 67 d'Ottawa (LHO)                |
| 9    | Marco Rossi             | Centre         | Autriche    | Wild du Minnesota                                                                                         | 67 d'Ottawa (LHO)                |
| 10   | Cole Perfetti           | Centre         | Canada      | Jets de Winnipeg                                                                                          | Spirit de Saginaw (LHO)          |
| 11   | Iaroslav Askarov        | Gardien de but | Russie      | Predators de Nashville                                                                                    | SKA-Neva (VHL)                   |
| 12   | Anton Lundell           | Centre         | Finlande    | Panthers de la Floride                                                                                    | HIFK (Liiga)                     |
| 13   | Seth Jarvis             | Centre         | Canada      | Hurricanes de la Caroline (des Maple Leafs de Toronto)                                                    | Winterhawks de Portland (LHOu)   |
| 14   | Dylan Holloway          | Centre         | Canada      | Oilers d'Edmonton                                                                                         | Badgers du Wisconsin (NCAA)      |
| 15   | Rodion Amirov           | Ailier gauche  | Russie      | Maple Leafs de Toronto (des Penguins de Pittsburgh)                                                       | Salavat Ioulaïev Oufa (KHL)      |
| 16   | Kaiden Guhle            | Défenseur      | Canada      | Canadiens de Montréal                                                                                     | Raiders de Prince Albert (LHOu)  |
| 17   | Lukas Reichel           | Ailier gauche  | Allemagne   | Blackhawks de Chicago                                                                                     | Eisbären Berlin (DEL)            |
| 18   | Dawson Mercer           | Centre         | Canada      | Devils du New Jersey (des Coyotes de l'Arizona)                                                           | Saguenéens de Chicoutimi (LHJMQ) |
| 19   | Braden Schneider        | Défenseur      | Canada      | Rangers de New York (des Flames de Calgary)                                                               | Wheat Kings de Brandon (LHOu)    |
| 20   | Chakir Moukhamadoulline | Défenseur      | Russie      | Devils du New Jersey (des Canucks de Vancouver via le Lightning de Tampa Bay)                             | Salavat Ioulaïev Oufa (KHL)      |
| 21   | Iegor Tchinakhov        | Ailier droit   | Russie      | Blue Jackets de Columbus                                                                                  | Avangard Omsk (KHL)              |
| 22   | Hendrix Lapierre        | Centre         | Canada      | Capitals de Washington (des Hurricanes de la Caroline, des Rangers de New York via les Flames de Calgary) | Saguenéens de Chicoutimi (LHJMQ) |
| 23   | Tyson Foerster          | Ailier droit   | Canada      | Flyers de Philadelphie                                                                                    | Colts de Barrie (LHO)            |
| 24   | Connor Zary             | Centre         | Canada      | Flames de Calgary (des Capitals de Washington)                                                            | Blazers de Kamloops (LHOu)       |
| 25   | Justin Barron           | Défenseur      | Canada      | Avalanche du Colorado                                                                                     | Mooseheads d'Halifax (LHJMQ)     |
| 26   | Jake Neighbours         | Allier gauche  | Canada      | Blues de Saint-Louis                                                                                      | Oil Kings d'Edmonton (LHOu)      |
| 27   | Jacob Perreault         | Centre         | Canada      | Ducks d'Anaheim (des Bruins de Boston)                                                                    | Sting de Sarnia (LHO)            |
| 28   | Ridly Greig             | Allier gauche  | Canada      | Sénateurs d'Ottawa (des Islanders de New York)                                                            | Wheat Kings de Brandon (LHOu)    |
| 29   | Brendan Brisson         | Allier droit   | États-Unis  | Golden Knights de Vegas                                                                                   | Steel de Chicago (USHL)          |
| 30   | Mavrik Bourque          | Centre         | Canada      | Stars de Dallas                                                                                           | Cataractes de Shawinigan (LHJMQ) |
| 31   | Ozzy Wiesblatt          | Allier gauche  | Canada      | Sharks de San José (du Lightning de Tampa Bay)                                                            | Raiders de Prince Albert (LHOu)  |